# Злата Ђунђенац
Злата Ђунђенац (12. март 1898 — 26. јун 1982) је била оперска певачица Народног позоришта.

## Биографија
Након завршетка осам разреда гимназије, уписала се на конзерваторијум у коме је провела шест година. То образовање употпунила је двогодишњим студијама у Бечу. Први пут је добила оперски ангажман 1921. године. Од 1926. године ангажована је у Народном позоришту у коме је провела четири године. После шестогодишњег ангажмана у Љубљанском гледалишчу, вратила се 1937. год, у београдско Народно позориште. За то време гостовала је у више махова у Бечу, Прагу, Брну, Трсту, Ријеци, Сплиту, Осијеку, Сарајеву и Марибору. Репертоар Злате Ђунђенац био је врло обиман.
Уметнички лик г-ђе Ђунђенац покушао је да формулише г. П. Стефановић, музички критичар „Правде“ овим речима:
"Из врло широког низа уметничких вредности оперске певачице г-ђе Злате Ђунђенац тешко је, апстрактно-аналитичким поступком, издвојити ону која овој уметници даје обележје првокласне снаге нашег оперског ансамбла. Певачка моћ, коју у ове певачице подједнако сачињавају и техничка логичност, и стилизаторска одмереност, и ефикиасност у исти мах и непогрешна логичност вокалног фразирања, и увек тачан избор мере динамичког гибања у спровођењу певачког парта, уравнотежила се стабилно и постојано."
Преминула је у Загребу, 26. јуна 1982. године.